# مزدیسنا در سی‌چوان
مَزدَیَسنا (دین زرتشتی) در سی‌چوان به حضور تاریخی زرتشتیان در استان سی‌چوانِ امروزی اشاره دارد که در جنوب غربی چین است. «کیچیرو کاندا»، پروفسور ژاپنی نخستین پژوهشگری بود که متوجه حضور زرتشتیان در سی‌چوانِ اواخر باستان تا اوایل قرون وسطی شد. منطقه‌ای که در گذشته به وَجهِ تسمیهٔ پادشاهی باستانی شو، با نام «شو» یا «ییژو» شناخته می‌شد. او پس از آشنایی با سرودهای جشنواره‌ای مغانی که در موسیقی فولکلور یوئه‌فو (Yuefu) در منطقهٔ کویژو (Kuizhou) وجود داشت و همچنین پس خواندن مدخلی با عنوان «شاهزاده خانم [شو]» از دایره‌المعارف قرن شانزدهمِ «تحقیقات گسترده از تالار کوه» (Extended Investigations of the Mountain Hall) در سال ۱۹۲۸ ادعا کرد که آیین زرتشت در دوران سلسلهٔ تانگ (۶۱۸-۹۰۷) در منطقه رواج داشته است. پنجاه سال بعد، پژوهشگرِ هنگ‌کنگی، جائو تسونگ-ای (Jao Tsung-I)، در مقاله خود با عنوان «بررسی سرودهای جشنواره مغان»، وجود آتشکده‌های زرتشتی در سی‌چوان در دوران سلسله سونگ (۹۶۰-۱۲۷۹) را تأیید کرد.دانشمندان معاصر مانند لی گووتائو و هو هوی و به صورت جامع‌تر، یائو چونگکسین، در مورد پیوندهای بین خدایان زرتشتی و مذهبِ بومی ارلانگ شن (Erlang Shen)، پژوهش کردند.

## زمینه: ایرانیان در شو

### شو و راه‌های تجاری باستان
گزارش کالاهایی از شو توسط ژانگ چیان (۱۷۵–۱۴۴ پ‌م)، سفیر چینی به آسیای مرکزی، تأیید شده است. ژانگ چیان در «توصیف دایوان» از کتاب شیجی از سیما چیان، از داشیا دیدن کرده و از اینکه دو کالایِ شویی در پادشاهی یونانی باختری دیده است، ابراز تعجب می‌کند. ژانگ چیان نتیجه می‌گیرد از آنجایی که راه‌های شمالی در کنترل شیونگ‌نوها و کیانگ‌ها هستند، باید یک راه تجاری از شو به هند وجود داشته باشد.
لی روییژه (Li Ruizhe) می‌گوید راه‌های تجاری مخفی (Private) بین شو و بلخ پیش از سفرِ ژانگ چیان هم وجود داشته‌اند هرچند شواهدی از ورود تاجران بلخی به شو وجود ندارد. نمی‌توان تجارت کالاهای بلخی به هند را انکار کرد و احتمالا این مسیر تجاری بعدها تجارت سغدیان را تسهیل کرد.

### سغدیان

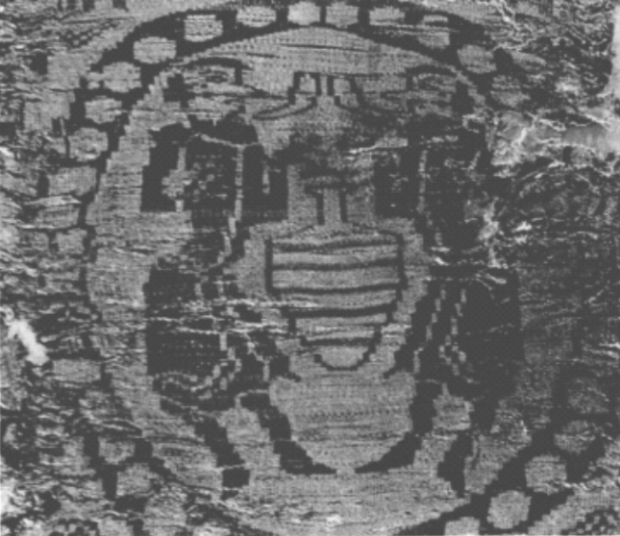
دو مرد بیزانسی یا آسیایی مرکزیایی در حال نوشیدن از یک کوزهٔ سغدی، از سدهٔ هفتم تا دهم میلادی.

مهاجران سغدی در دورهٔ دودمان شو (۲۶۳–۲۲۱) به ییژو (Yizhou) رسیدند و این مهاجران در دورهٔ دودمان لیانگ (۵۵۷–۵۰۲) به اوج خود رسید. احتمالا این موضوع باعثِ پیدایش کُلُنی‌های سغدیان در نزدیکی چنگدو در سده‌ی ششم میلادی شد. موطن اصلی سغدیانِ ییژو احتمالا به جز سغد، جاهای دیگری از مناطق غربی مانند چالمادانا (Chalmadana)، چارکلیک (Charklik)، پادشاهی ختن، لولان و قره‌خواجه نیز بوده است. مسیر آنان احتمالا از مناطق غربی بوده است تا توقون (Tuyuhun)، سُنگ‌ژو (Songzhou) و در جنوب تا چنگدو. تعدادِ ناقابلی سغدیِ ژانگیوان‌زاده نیز بودند که به ییژو آمده بودند.
احتمالا همه‌چو و عمویش/دایی‌اش هه‌تو را بتوان معروف‌ترین سغدی‌های ییژو در سدگان ششم و هفتم میلادی به حساب آورد. خاندان «هه» در پی کانتی ساکن بودند و با کسب و کار، به مال و منالی رسیده بودند تا جایی که به «بزرگ‌ترین خانواده‌ی تجاری مناطق غربی» ملقب شده بودند. هه‌چو مسئول تولید ابریشم «به سبک غربی» در شو بود. او با تخصصش در ابریشم‌بافی با نخی از جنس طلا که گفته می‌شد فناوری‌اش از بیزانس آمده، پول خوبی به جیب زده بود. او بعدها مسئول البسه‌جات در سلسله شو (۶۱۸–۵۸۱) شد.
کلنی‌های سغدیان چنگدو، در دوران سلسله تانگ (۹۰۷–۶۱۸) نیز وجود داشته‌اند. آرامگاه‌های سغدیِ این دوران، شاهدی بر این مدعا هستند. اِتیِن دلاوازیه (Étienne de la Vaissière) معتقد است که نام سغدی چنگدو، «باغشور» (Baghshūr)، به معنای «برکه‌ی آب شور» بوده است. هرچند از این جای‌نام شواهدی در مرو دارد اما نه چندان دورتر از چنگدو، در حوزه‌ی آبریز یانگ‌تسه نیز مقادیر زیادی آب شور وجود دارد.
در قبرنوشته‌ی آن‌شی مکشوف در لوئویانگ نوشته شده است که یک سغدی به نام آن‌شی، به عنوان فرمانده گاردِ لی‌یین (۶۶۷–۶۲۱)، چهارمین شاهزاده‌ی شو از سلسله تانگ خدمت می‌کرده است که نشان می‌دهد احتمالا این منسب به صورت سنتی در میان سغدیان موروثی شده بوده است.
شخصی به نام «هوآ جینگ‌دینگ» (سده هشتم میلادی) به عنوان یک افسر نظامی در ییژو با لقبِ «فرمانده چرب‌دست» (General of Standard، عنوانی نظامی در آن زمان و مکان)، از سغدیانِ معروف وقت بوده است. شهرت و اصالت سغدی او در شعری که دو فو دربابش سروده است مشهود است:
فرمانده‌ی شرزه‌ی ما جناب هوآ است.
نام او برای همه‌ی کودکان آشنا است.
چون آتشی وزان و عقابِ ناوگان می‌رود.
و تنها در برابر خیل دشمنان اوج می‌گیرد.
سغدیان عادت داشتند نام موطن خویش را به عنوان فامیلی چینی خود برگزینند. فامیلیِ «هوآ» (Hua، Hwai) از «Hwa-zim» آمده است که نام «خوارزم» است.
مذهب غالب سغدیان ییژو، مزدیسنا و بودیسم بود. شی‌دااُخیان و شی‌مینگدا از کنگ و شی‌شِنهوای از تاشکند از سغدیانی بودند که در ییژو، راهب بودایی شدند.
حضور پررنگ مزدیسنا در این ناحیه توسط موسیقی‌های فولکور مُغی (که مضامین مزدیسن دارند) و آرامگاه‌های زرتشتی در دوژیانگیان مربوط به دوران شو (۹۶۵–۹۰۷) تأیید می‌شود. همچنین دوژیانگیان، همسایه‌ی پی‌کانتیِ مذکور، محل زندگی خاندان معروفِ سغدی هِه بوده است. با این وجود ممکن است مزدیسنا، خیلی زودتر از دهه ۹۰۰ میلادی به منطقه آمده بوده باشد. براساس قبرنوشته‌ی یک سغدی زرشتی به نام آن‌جیا (۵۷۹–۵۱۸)، پدر او به نام آن‌توجیان، به حاکم مایشان در ییژوی غربی خدمت می‌کرده است.

### کتاب‌نامه
- Anderson, James A. (2009). "China's Southwestern Silk Road in World History" (PDF). World History Connected. 6 (1).
- Arrault, Alain (2024). "Recovering Memory by Cumulating Calendars: Festivities at Dunhuang in Medieval China (9th–10th Centuries)".  In Walter, Anke (ed.). The Temporality of Festivals: Approaches to Festive Time in Ancient Babylon, Greece, Rome, and Medieval China. Berlin: De Gruyter. ISBN 9783111366876.
- Chen, Ming (2007). "The Transmission of Foreign Medicine via the Silk Roads in Medieval China: A Case Study of Haiyao Bencao". Asian Medicine. 3 (2): 241–264. doi:10.1163/157342008X307866.
- Compareti, Matteo (2003). "The role of the Sogdian Colonies in the diffusion of the pearl roundels pattern". transoxiana.org. Retrieved November 14, 2024.
- Han, Xiang (March 10, 2017). "唐朝境内的波斯人及其活动" [Persians and Their Activities in the Tang Empire]. ylyjzx.swu.edu.cn (به چینی ساده‌شده). Retrieved November 14, 2024.
- Hou, Hui (2011). "二郎神源自祆教雨神考" [Tishtrya: Research on the Zoroastrian Origin of Erlang Shen]. Religious Studies (به چینی ساده‌شده) (3). ISSN 1006-1312.[پیوند مرده]
- Huang, Bing (2021). "Deciphering the Shi Jun Sarcophagus Using Sogdian Religious Beliefs, Tales, and Hymns". Religions. 12 (12): 1060. doi:10.3390/rel12121060.
- Li, Feng, ed. (August 29, 2019). "金步摇与纳骨器——巫山老屋场墓地的新发现" [Gold hair ornament and ossuary: new discoveries from the Laowuchang Cemetery in Wushan]. cqkaogu.com (به چینی ساده‌شده). Retrieved November 14, 2024.
- Li, Guotao (2004). "二郎神之祆教来源——兼论二郎神何以成为戏神" [The Zoroastrian Origin of Erlang Shen, and How Erlang Shen Became the Patron-God of Dramas]. Religious Studies (به چینی ساده‌شده) (2). doi:10.3969/j.issn.1006-1312.2004.02.013. Archived from the original on 2023-03-23. Retrieved 2024-11-14.
- Li, Ruizhe (2019). "粟特人在西南地区的活动追踪" [Traces of the Sogdians in the Southwest].  In Key Laboratory of Cultural Heritage Research and Conservation (Northwest University), Ministry of Education, etc. (ed.). 西部考古 (第17辑) [Archaeology of the Western Regions (الگو:Vol.)] (به چینی ساده‌شده). Beijing: Sciences Press. ISBN 9787501051489.{{cite book}}:  نگهداری یادکرد:نام‌های متعدد:فهرست ویراستاران (link)
- Mode, Markus (1991–92). "Sogdian Gods in Exile – Some iconographic evidence from Khotan in the light of recently excavated material from Sogdiana". Silk Road Art and Archaeology. 2. ISSN 0917-1614.
- Owen, Stephen; Kroll, Paul W.; Warner, Ding Xiang, eds. (2016). The Poetry of Du Fu, Volume 3 (PDF). Translated by Owen, Stephen. Berlin: De Gruyter. ISBN 978-1-61451-712-2.
- Rong, Xinjiang (2014). "魏晋南北朝隋唐时期流寓南方的粟特人" [The Sogdians in the South during the Wei, Jin, Northern, Southern, Sui and Tang Dynasties]. 中古中国与粟特文明 [Medieval China and Sogdian Civilization] (به چینی ساده‌شده). Beijing: SDX Joint Publishing. ISBN 978-7-108-05050-2.
- Ryavec, Karl E. (2020). "Regional Perspectives on the Origin and Early Spread of the Bon Religion based on Core Areas of Monastery Construction across the Tibetan Plateau" (PDF). Revue d'Études Tibétaines (54).
- Vaissière, Étienne de la (2005) [2002]. "The Sogdians in Sichuan and Tibet". Sogdian Traders: A History (PDF). Translated by Ward, James. Leiden: Brill Publishers. ISBN 90-04-14252-5. Archived from the original (PDF) on March 2, 2022.
- Wang, Ding (2019). "胡名釋例" [A Study on Sogdian Names in Chinese Sources] (PDF). Annual Journal of Dunhuang Manuscript Studies (به چینی سنتی) (13).
- Yao, Chongxin (2011). "3.1. 中古時期巴蜀地区的粟特人踪迹" [3.1. Traces of Sogdians in Medieval Ba–Shu]. 中古艺术宗教与西域历史论稿 [Art, Religion, and History of the Medieval Western Regions] (به چینی ساده‌شده). Beijing: Commercial Press. pp. 279–299. ISBN 978-7-100-07691-3.
- Yao, Chongxin (2011). "3.2. 中古时期西南地区的粟特、波斯人踪迹" [3.2. Traces of Sogdians and Persians in Medieval Southwest China]. 中古艺术宗教与西域历史论稿 [Art, Religion, and History of the Medieval Western Regions] (به چینی ساده‌شده). Beijing: Commercial Press. pp. 300–324. ISBN 978-7-100-07691-3.
- Yao, Chongxin (2011). "3.3. 唐宋时期巴蜀地区的火祆教遗痕" [3.3. Vestiges of Zoroastrianism from Medieval Ba–Shu]. 中古艺术宗教与西域历史论稿 [Art, Religion, and History of the Medieval Western Regions] (به چینی ساده‌شده). Beijing: Commercial Press. pp. 325–347. ISBN 978-7-100-07691-3.